# Bogdan Babicz
Bogdan Stanisław Babicz (ur. 19 lipca 1950 w Sierpcu, zm. 1990) – polski działacz partyjny i państwowy, nauczyciel, były I sekretarz Komitetu Miejsko-Gminnego PZPR w Nasielsku, w latach 1989–1990 I sekretarz Komitetu Wojewódzkiego PZPR w Ciechanowie.

## Życiorys
Syn Wacława i Heleny. Z wykształcenia nauczyciel, zamieszkał w Nasielsku. Ukończył także Międzywojewódzką Szkołę Partyjną w Bydgoszczy i kurs w Akademii Nauk Społecznych. W 1970 wstąpił do Polskiej Zjednoczonej Partii Robotniczej, od 1976 do 1981 był I sekretarzem Komitetu Miejsko-Gminnego PZPR w Nasielsku. Od 1979 był członkiem, a od 1981 do 1990 sekretarzem ds. organizacyjnych w  Komitecie Wojewódzkim PZPR w Ciechanowie. W latach 80. był także radnym i szefem klubu PZPR w Wojewódzkiej Radzie Narodowej w Ciechanowie, a także przewodniczącym Rady Wojewódzkiej Ludowych Zespołów Sportowych i Wojewódzkiego Społecznego Komitetu ORMO. Od 21 października 1989 do 20 stycznia 1990 pełnił funkcję ostatniego I sekretarza Komitetu Wojewódzkiego w Ciechanowie. Był oskarżany o zorganizowanie prowokacji w 1984 wobec Zdzisława Lucińskiego (polegającej na przyłapaniu go na jeździe pod wpływem alkoholu) i chęć przejęcia od niego stanowiska I sekretarza KW (co nie nastąpiło aż do 1989).